# استفان اتیس
استفان اتیس (انگلیسی: Stefan Uteß؛ زادهٔ ۳۱ اکتبر ۱۹۷۴) قایقران کانو اهل آلمان است.